# Rhyssa
Rhyssa is een geslacht van vliesvleugeligen uit de familie van de gewone sluipwespen (Ichneumonidae).

## Soorten
- Rhyssa alaskensis Ashmead, 1902
- Rhyssa amoena Gravenhorst, 1829
- Rhyssa crevieri Provancher, 1880
- Rhyssa curvipes Gravenhorst, 1829
- Rhyssa hoferi Rohwer, 1920
- Rhyssa howdenorum Townes, 1960
- Rhyssa kriechbaumeri Ozols, 1973
- Rhyssa lineolata Kirby, 1837
- Rhyssa nigricornis Ratzeburg, 1852
- Rhyssa nigritarsis
- Rhyssa persuasoria Linnaeus, 1758 (Houtsluipwesp)
- Rhyssa petiolata Brues, 1906
- Rhyssa ponderosae Townes 1960